# 吉川元 (政治人物)
吉川 元（よしかわ はじめ、1966年9月28日—）日本的政治家。社会民主党所属的眾議院議員（3期）。党幹事長兼政策審議会長。

## 概要
吉川元生於香川縣丸龜市。曾就讀神戶大學經濟系，但是於1990年退學。之後，吉川元加入了日本社會黨並在日本社會主義青年團擔任職務。自2007年以來，擔任社會民主黨機關報《社會新報》編輯部的政治記者。2008年，擔任眾議院議員重野安正的政策擔當秘書。
2012年10月，將參加第46屆眾議院大選的重野安正因肺炎而住院。同年11月18日，社民黨大分縣聯合會宣布因重野安正得到腦中風而無法舉行第46屆參議院選舉。為此，大分縣聯合會試圖將國會議員吉田忠從參選參議院議員改為參選眾議院議員，但由於社民黨黨內的反對聲浪而放棄。同年11月21日，吉川宣布他將在參選第46屆眾議院的大分2區選區。在同年12月的大選中，他在大分2區的被自民黨衛藤征士郎以47880票擊敗，但重新在比例九州區當選。當選後，他被任命為社民黨的全國聯合會常任秘書長，大分縣聯合會的副代表以及機關報總監。